# UFC 310
UFC 310: Pantoja vs. Asakura fue un evento de artes marciales mixtas producido por Ultimate Fighting Championship que tuvo lugar el 7 de diciembre de 2024 en el T-Mobile Arena en Paradise, Nevada, parte del Valle de Las Vegas, Estados Unidos.

## Antecedentes
Se esperaba un combate por el Campeonato de Peso Wélter de la UFC entre el actual campeón Belal Muhammad y el aspirante invicto Shavkat Rakhmonov para encabezar el evento. Sin embargo, debido a una infección ósea en el pie, Muhammad se vio obligado a retirarse. En su lugar, Rakhmonov se enfrentará a Ian Garry (también invicto) en un combate eliminatorio por el título a 5 asaltos.
La pelea por el Campeonato de Peso Mosca de la UFC entre el actual campeón Alexandre Pantoja y el dos veces campeón de peso gallo de Rizin Kai Asakura estaba programado como coestelar, pero fue ascendido a evento principal al cancelarse el estelar original.
Se esperaba una pelea de peso pesado entre Ciryl Gane Alexsandr Vólkov en UFC 308, pero se trasladó a este evento debido a la lesión de rodilla de Volkov. Ambos encabezaron previamente UFC Fight Night: Gane vs. Volkov en junio de 2021, que Gane ganó por decisión unánime.
Se esperaba una pelea de peso wélter entre Nick Diaz y Vicente Luque para este evento. Anteriormente se esperaba que ambos se enfrentaran en UFC on ABC: Sandhagen vs. Nurmagomedov, pero el combate fue eliminado del evento debido a problemas de viaje relacionados con Diaz. A su vez, Diaz se retiró del combate por motivos no revelados y fue sustituido por Themba Gorimbo.
Se espera una pelea de peso pluma entre Aljamain Sterling y Movsar Evloev para este evento. Originalmente se esperaba que se enfrentaran en UFC 307, pero Sterling se retiró debido a una lesión.
Se esperaba una pelea de peso paja femenino entre Tatiana Suarez y Virna Jandiroba para este evento. Sin embargo, Suarez se retiró del combate debido a un problema de salud no especificado y el combate fue posteriormente retirado de la cartelera.
Se esperaba una pelea de peso medio entre Chris Weidman y Eryk Anders en UFC 309, pero Anders se retiró el día del evento debido a una intoxicación alimentaria la noche anterior y el combate fue cancelado. Ahora se espera que se enfrenten en un combate de peso pactado de 195 libras.
Se esperaba una pelea de peso pesado entre Tallison Teixeira y Łukasz Brzeski ara este evento. Sin embargo, Teixeira se retiró del combate debido a una lesión y fue sustituido por Kennedy Nzechukwu.
Además, Martin Buday y Rizvan Kuniev tenían previsto enfrentarse en una pelea de peso pesado. Sin embargo, Buday se retiró por lesión y el combate fue eliminado de la cartelera.

## Resultados
1. ↑  Por el Campeonato de Peso Mosca de la UFC.
2. ↑  Combate eliminatorio por el título de peso wélter.

## Bonificaciones
Los siguientes peleadores recibieron bonificaciones de 50.000 dólares.
- Pelea de la Noche:  No se otorga ninguna bonificación.
- Actuación de la Noche: Alexandre Pantoja, Vicente Luque, Chase Hooper y Kennedy Nzechukwu